# Hans Scheriau

Hans Scheriau

Hans Scheriau (* 7. März 1889 in St. Ruprecht; † 15. Juni 1939) war ein österreichischer Politiker (NSDAP).

## Leben und Wirken
Scheriau besuchte die Volksschule und danach das Untergymnasium. Danach ging er auf eine Lehrerbildungsanstalt und arbeitete von 1908 bis 1933 als Beamter bei der österreichischen Eisenbahn. Von 1909 bis 1910 war er Freiwilliger im k.u.k. Heer. Im November 1918 trat er der DNSAP bei und war deren Kreisleiter in St. Veit. Nachdem er 1923 Adolf Hitler persönlich kennengelernt hatte, trat er am 3. November 1928 in die NSDAP ein (Mitgliedsnummer 82.885). Von 1926 bis 1933 war er stellvertretender Gauleiter des Gaus Kärnten und Kreisleiter der NSDAP im Bezirk St. Veit. Im Juli 1933 wurde er wegen seiner illegalen NSDAP-Mitgliedschaft aus dem Dienst bei der österreichischen Bundesbahn entlassen und in den Folgejahren mehrfach inhaftiert. Bis 1938 befand er sich zwölfmal im Gefängnis und verbrachte dort insgesamt 27 Monate. Von 1935 bis 1936 war er Gauschulungsleiter der Gauleitung in Kärnten. Danach war er bis März 1938 Abteilungsleiter in der Landesleitung der NSDAP. Nach dem „Anschluss Österreichs“ an das Deutsche Reich im März 1938 wurde er Landesschulungsleiter für Österreich. Im April 1938 zog er in den nationalsozialistischen Reichstag ein und im Mai 1938 wurde er Gauinspekteur. Er behielt diese Posten bis zu seinem Tod im Juni 1939. Sein Nachfolger im Reichstag wurde Franz Schmid.